# 1944 (фильм)
«1944» — эстонская военная драма, эстонского режиссёра Эльмо Нюганена. Премьера фильма состоялась в феврале 2015 года в Берлине, хотя ранее он был представлен в Эстонии. Фильм выдвигался на премию «Оскар» в номинации «за лучший фильм на иностранном языке», но так и не попал в заявочный лист.

## Сюжет
Фильм показывает все ужасы войны глазами эстонских солдат, которые воюют друг против друга по разные стороны фронта во время битв на рубеже «Танненберг» (25 июля — 10 августа 1944) и в боях у Техумарди (октябрь — ноябрь 1944). Таким образом, фильм сосредоточивается на личности в контексте войны, а не на событиях как таковых, и показывает войну с обеих точек зрения — и эстонцев в РККА, и их соотечественников в немецкой армии.

## В ролях

### 20-я добровольческая пехотная дивизия СС
| Актёр                    | Роль                                                |
| ------------------------ | --------------------------------------------------- |
| Каспар Вельберг          | штурмманн СС Карл Таммик                            |
| Герт Раудсеп             | обершарфюрер СС, командир 3-го взвода Антс Саарэсте |
| Хендрик Тоомпере-младший | роттенфюрер СС, командир отделения Кристьян Пыдер   |
| Карл-Андреас Кальмет     | гренадер СС, снайпер Владимир Каменский             |
| Хенрик Кальмет           | гренадер СС Вольдемар Пийр                          |
| Пяяру Оя                 | обергренадер СС, санитар Эльмар Сяйнас              |
| Прийт Страндберг         | гренадер СС Лембит Раадик                           |
| Прийт Лоог               | гренадер СС Пауль Метс                              |
| Яак Принтс               | гренадер СС, водитель Рихард Пастак                 |
| Кристо Вийдинг           | штурмманн СС Леонхард Талу                          |
| Мярт Пиус                | гренадер СС, брат-близнец Антон Кяяр                |
| Прийт Пиус               | гренадер СС, брат-близнец Константин Кяяр           |

### 8-й Эстонский стрелковый корпус РККА
| Актёр            | Роль                                              |
| ---------------- | ------------------------------------------------- |
| Айн Мяэотс       | капитан РККА, командир роты Эвальд Вийрес         |
| Кристьян Юкскюла | старший сержант РККА, командир отделения Юри Йыги |
| Райн Симмул      | сержант РККА, снайпер Прохор Седых                |
| Иво Ууккиви      | красноармеец Рудольф Каск                         |
| Андеро Эрмель    | красноармеец Оскар Лепик                          |
| Мартин Милль     | красноармеец Альфред Тууль                        |
| Марко Лехт       | красноармеец Вальтер Хайн                         |
| Кристьян Сарв    | красноармеец Абрам Йоффе                          |
| Мярт Пиус        | красноармеец Антон Кяяр (позднее)                 |

### Второстепенные персонажи
| Актёр            | Роль                                                                             |
| ---------------- | -------------------------------------------------------------------------------- |
| Магнус Мариусон  | роттенфюрер СС из 24-го полка СС «Дания», 11-й дивизии СС «Нордланд» Карл Мадсен |
| Майкен Шмидт     | сестра Карла Айно Таммик                                                         |
| Пеэтер Таммеару  | капитан госбезопасности, чиновник КПСС, партийный организатор «Кремль»           |
| Майт Мальмстен   | Деятель местного самоуправления                                                  |
| Тыну Оя          | Лейтенант батальона самообороны                                                  |
| Аннэ Реэманн     | женщина-боец батальона самообороны                                               |
| Сепо Симан       | крестьянин                                                                       |
| Анне Маргисте    | крестьянка                                                                       |
| Пеэтер Юргенс    | крестьянин                                                                       |
| Элийза Макрякова | маленькая девочка                                                                |
| Кюлли Титамм     | Мать с детьми                                                                    |

## Съёмки
Первая часть съёмок проходила в октябре 2013 года. Затем продолжилась в начале лета 2014 года, когда съёмки также происходили в холмах Синимяэ.
Фильм финансировался из Академии эстонского кино, Министерством обороны Эстонии и прочих частных инвестиций.

## Рейтинг
На сайте IMDb фильм получил наиболее средневзвешенную оценку 7.5 / 10, на основе голосов 1005 пользователей.

## Кассовые сборы
В Эстонии фильм «1944» получил огромный кассовый успех. В первый день его посмотрело 19 тыс. человек, установив новый рекорд, побив достижение фильма «Имена в граните», который в первый день собрал только 15 тыс. человек. В общем за неделю проката фильм «1944» установил рекорд по общему числу сборов, став самым посещаемым за историю эстонского кино, собрав более 44 тыс. человек.